# Leptothorax obliquicanthus
Leptothorax obliquicanthus är en myrart som beskrevs av Arthur C. Cole 1953.
Leptothorax obliquicanthus ingår i släktet smalmyror och familjen myror. Inga underarter finns listade i Catalogue of Life.